# Flamengo (četvrt)
Flamengo je četvrt u južnoj zoni Rio de Janeira. Nalazi se na između centra, i četvrti Botafogo na samom kraju zaljeva Guanabara. U četvrti, pored istoimene plaže, dominira park Parque do Flamengo površine 1.2 km², izgrađen 1960. godine, na zemlji uzetoj od zaljeva.
Četvrt, s luksuznim zgradama, uglavnom naseljava srednja klasa. Naziv Flamengo može imati različito porijeklo. Po knjizi "Povijest ulica Rio de Janeira", naziv je nastao u 17. stoljeću, kada su Nizozemci ratovali u Pernambucu s Portugalom, za prevlast nad kolonijama. U to vrijeme, nizozemski zarobljenici su dovođeni u ovo područje Rija, a Flamani, kako su tada zvali Nizozemce se na portugalskom zovu Flamengos. Druga teorija, pretpostavlja da je četvrt dobila ime po ptici Flamingo, koja je u velikom broju bila uvožena u Brazil s Mediterana. Postoje i mnoge druge, ne toliko zanimljive, teorije o nazivu četvrti.

## Vanjske poveznice
- Flamengo